# Château de Gilette
Le château de Gilette est un château français du XIIe siècle édifié par une branche de la famille de Vintimille à Gilette (actuel département des Alpes-Maritimes). Le château est inscrit au titre des monuments historiques par arrêté du 28 juin 1933.

## Historique
Gilette est citée pour la première fois, sous le nom de Gileta, dans le cartulaire de l'abbaye de Saint-Pons, en 1028. Le fief est alors une possession des Thorame-Castellane. Puis, avec un prieuré bénédictin dépendant de l'abbaye Saint-Victor de Marseille.
Des membres d'une famille portant le nom de Gilette sont cités dès le XIe siècle.
Le château de l'Aiguille a été construit par Alphonse Ier (1157-1196), comte de Provence. Il se dresse sur un sommet rocheux dominant le village. 
En 1526, les fils d'Honoré Ier Grimaldi de Bueil, Jean-Baptiste Grimaldi, seigneur d'Ascros, et René Grimaldi, seigneur de Massoins, s'étaient engagés à livrer le comté de Nice au roi de France. Honoré Laugier, seigneur de Gilette et des Ferres, les dénonça. Il est alors assiégé par les Grimaldi dans son château de Gilette qu'ils réussirent à prendre après la fuite d'Honoré Laugier, en août. Les Grimaldi, condamnés par le comte de Savoie, ont été à leur tour assiégés pendant deux mois dans le château de Gilette et durent s'enfuir en France.
Gilette est occupé par les troupes françaises entre 1536 et 1544.
Ensuite, Gilette a appartenu aux familles Orserio et Caïs.
Le château est agrandi au XVIe siècle pour occuper toute la place disponible. Le village s'est alors développé sur le col, à l'emplacement actuel. Le château a été détruit en 1706 sur ordre de Louis XIV.
Le château a participé à la bataille de Gilette du 18 et 19 octobre 1793.